# Ojo de Agua (Tecámac)
Ojo de Agua ist die größte Stadt in der Municipio Tecámac im mexikanischen Bundesstaat México. Sie befindet sich im nordöstlichen Teil des Bundesstaates, nordöstlich des Distrito Federal und im Gebiet der Zona Metropolitana del Valle de México. Mit einer Einwohnerzahl von ca. 348.500 Ojo de Agua ist die größte Ortschaft Mexikos, die kein Gemeindesitz ist.

## Geschichte
Die Ursprünge der Entstehung des Ortes gehen auf die Hacienda Ojo de Agua am Ufer des Xaltocan-Sees zurück. Es wird vermutet, dass der Bau im Jahr 1585 begann. Im Jahr 1725 gab es ein Kloster des Ordens der Dominikaner.

## Bevölkerung
Bei der Volkszählung 2010 hatte die Stadt eine Einwohnerzahl von 255.015. Die Alphabetisierung (Lesefähigkeit) lag bei 98,8 % der Bevölkerung. 85,3 % der Bevölkerung waren Katholiken, 9,4 % waren Protestanten und 5,1 % hatten keine Religion.

### Bevölkerungsentwicklung
| Jahr | Einwohnerzahl |
| ---- | ------------- |
| 1990 | 28.894        |
| 2000 | 74.143        |
| 2005 | 161.820       |
| 2010 | 242.272       |
| 2015 | 311.100       |